# Mimis Plessas
Mimis Plessas (født 12. oktober 1924 i Athen, død 5. oktober 2024 sammesteds ) var en græsk komponist.
Plessas hørte til Grækenlands ledende komponister i den moderne musik. 
Han skrev, fra han begyndte at komponere i 1952, musik til over hundrede græske film. 
Plessas kombinerede den græske folklore, med Laïkó stil, og fandt sin egen originale stil, som blev særdeles populær i Grækenland.